# Pardal pàl·lid
El  pardal pàl·lid o pardal roquer pàl·lid (Carpospiza brachydactyla) és una espècie d'ocell de la família dels passèrids (Passeridae) i única espècie del gènere Carpospiza von Müller, 1854, si bé s'ha inclòs a Petronia. Habita zones àrides esguitades de vegetació al sud-est de Turquia, Pròxim Orient, nord d'Iraq, l'Iran, Aràbia Saudí, Armènia i sud de Turkmenistan.